# História da doença de Parkinson

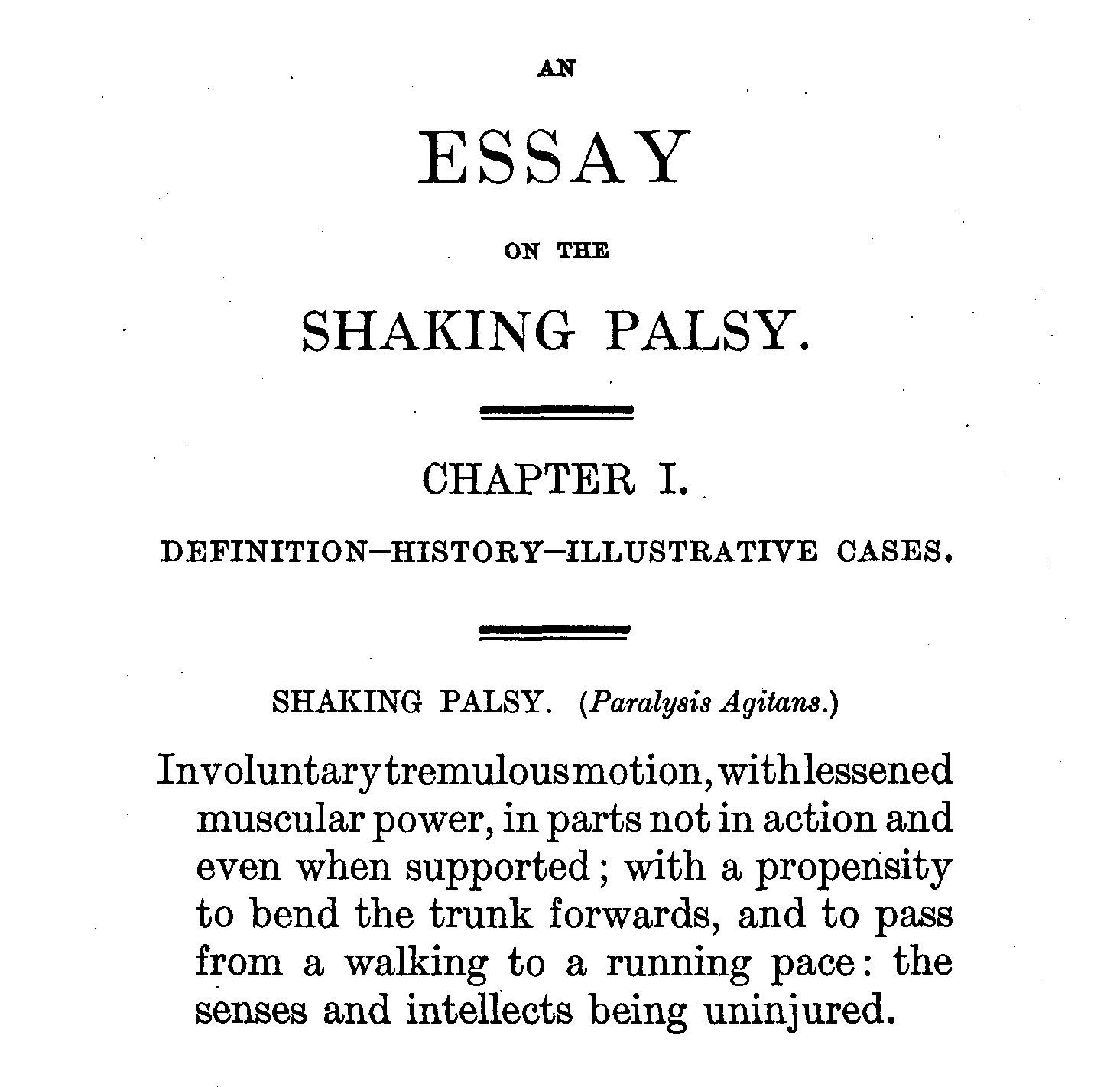
Primeira página do clássico Ensaio sobre a paralisia trêmula de James Parkinson

A história da doença de Parkinson tem seu marco no ano de 1817, quando o boticário britânico James Parkinson publicou a obra ''An Essay on the Shaking Palsy'' (até os tempos modernos). Parkinson não foi o primeiro a descrever as características da doença, antes das descrições de Parkinson, outros já haviam descrito características da doença que levaria seu nome. Durante o século XX melhorou muito o conhecimento sobre a doença e seus tratamentos. A DP era então conhecida como paralisia agitante (paralisia agitante em inglês). O termo "doença de Parkinson" foi cunhado em 1865 por William Sanders e posteriormente popularizado pelo neurologista francês Jean-Martin Charcot.

## Descrições iniciais
Escritos clássicos antigos já  descreviam sintomas semelhantes aos da DP. Um papiro egípcio datado do século XII a.C. descreve um rei babando com a idade. A Bíblia contém uma série de referências ao tremor, uma das características central da doença~de Parkinson. Um tratado médico ayurvédico do século X a.C. descreve uma doença que evolui com tremores, falta de movimento, salivação e outros sintomas de DP. Além disso, essa doença era tratada com remédios derivados da família mucuna, que é rica em L-DOPA. Galeno escreveu, com detalhes, sobre uma doença que, ao que tudo indica,  era DP, descrevendo tremores que ocorrem apenas em repouso, alterações posturais e paralisia.
Depois de Galeno, não há referências conhecidas inequivocamente relacionadas ao DP até o século XVII. Neste século e no seguinte, vários autores escreveram sobre o conjunto de sintomas que caracterízam a DP, precedendo a descrição de Parkinson. Franciscus Sylvius, assim como Galeno, distacou o tremor em repouso de outros tipos de tremores, enquanto Johannes Baptiste Sagar e Hieronymus David Gaubius descreveram a festinação, um termo para caracterizar a marcha típica da DP. John Hunter apresentou uma descrição completa da doença, isso pode ter contribuido para Parkinson iniciar sua ideia de coletar e descrever os pacientes com "paralisia agitante". Por fim, Auguste François Chomel, quanddo escreveu o seu tratado que abordava a patologia, obra que é contemporânea do ensaio sobre Parkinson, incluiu várias descrições de movimentos e rigidez anormais que correspondem aos observados na DP.

## Século XIX
Em 1817, James Parkinson publicou seu ensaio relatando seis casos do que ele chamou de paralisia agitante. Um ensaio sobre a paralisia trêmula descreveu o tremor característico de repouso, postura e marcha anormais, paralisia e diminuição da força muscular, e a forma como a doença progride ao longo do tempo. Ele também reconheceu as contribuições de muitos dos autores mencionados anteriormente para a compreensão da DP. Embora o artigo tenha sido posteriormente considerado o trabalho seminal sobre a doença, recebeu pouca atenção durante os quarenta anos que se seguiram. Além disso, o termo paralisia agitante era às vezes aplicado a qualquer condição com perda de atividade motora acompanhada de convulsões. Na verdade, o termo “paralisia” incluía apenas défices motores e sensoriais.  Observando isso, William Sanders propôs em 1865 que o termo Doença de Parkinson fosse usado para o início dos sintomas em pessoas mais velhas; ele tinha sido designado de várias maneiras: paralisia agitans festinia, -senilis ou parkinsonii.
Os neurologistas que fizeram mais acréscimos ao conhecimento da doença incluem Trousseau, Gowers, Kinnier Wilson e Erb, e mais notavelmente Charcot, cujos estudos entre 1868 e 1881 foram um marco na compreensão da doença. Entre outros avanços, ele fez a distinção entre rigidez, fraqueza e bradicinesia. Ele também defendeu a renomeação da doença em homenagem a Parkinson.

## Século XX e além
As primeiras especulações sobre o substrato anatômico da DP foram feitas 80 anos após o ensaio de Parkinson, quando Édouard Brissaud propôs que ela teria origem no subtálamo ou pedúnculo cerebral e poderia ser causada por uma lesão isquêmica. Em 1912, Frederic Lewy descreveu um achado patológico em cérebros afetados, mais tarde denominado "corpos de Lewy". Em 1919, Konstantin Tretiakoff relatou que a substância negra era a principal estrutura cerebral afetada, mas esta descoberta não foi amplamente aceita até ser confirmada por estudos posteriores publicados por Rolf Hassler em 1938. As alterações bioquímicas subjacentes no cérebro foram identificadas na década de 1950, em grande parte devido ao trabalho de Arvid Carlsson sobre o neurotransmissor dopamina e de Oleh Hornykiewicz sobre seu papel na DP. Carlsson acabou por receber o Prémio Nobel por este trabalho.
Alice Lazzarini et al. identificaram um componente genético para a DP em 1994. Anos antes, a clínica de neurologia da Escola Médica Robert Wood Johnson (RWJMS) localizou uma família de origem italiana que abrangia pelo menos cinco gerações de mais de 400 indivíduos e pelo menos 60 membros com DP, e traçou seus ancestrais até a pequena vila de Contursi, Itália. Em 1995, a equipe do RWJMS se uniu ao Centro Nacional de Pesquisa do Genoma Humano do Instituto Nacional de Saúde para aproveitar os recursos laboratoriais disponíveis no NIH em um esforço para localizar o gene que causa a DP na família Contursi. A equipe relatou a primeira mutação causadora da doença de Parkinson (PARK1) na proteína cerebral, alfa-sinucleína. Poucos dias após a publicação das descobertas do PARK1, descobriu-se que a alfa-sinucleína era o principal componente dos corpos de Lewy nas células cerebrais de pacientes com DP; de acordo com a revista UMDNJ, "Esta descoberta mudou a direção da pesquisa sobre DP ao fornecer aos cientistas uma proteína inteiramente nova cuja fabricação, função ou degradação poderia ser a chave para a doença." As proteínas sinucleínas, sendo o principal componente dos corpos de Lewy, foram descobertas em 1997 por Spillantini, Trojanowski, Goedert e outros. Mutações no gene parkin no parkinsonismo juvenil autossômico recessivo foram descobertas em 1998 e finalmente, entre 2002 e 2005, mutações no gene DJ-1, mutações no gene PINK1 e as mutações mais comuns no gene LRRK2 foram identificadas em famílias japonesas e europeias. O estadiamento patológico na doença de Parkinson foi descrito por Heiko Braak em 2003.

## Histórico de tratamentos
Os efeitos positivos, embora modestos, sobre o tremor dos alcaloides anticolinérgicos obtidos da planta da beladona foram descritos durante o século XIX por Charcot, Erb e outros. A cirurgia moderna para tremor, que consiste na lesão de algumas estruturas dos gânglios da base, foi tentada pela primeira vez em 1939 e foi aprimorada nos 20 anos seguintes. Antes desta data, a cirurgia consistia em lesionar a via corticoespinhal, resultando em paralisia em vez de tremor. Os anticolinérgicos e a cirurgia eram os únicos tratamentos até a chegada da levodopa, que reduziu drasticamente seu uso. A levodopa foi sintetizada pela primeira vez em 1911 por Casimir Funk, mas recebeu pouca atenção até meados do século XX. Ele entrou na prática clínica em 1967, e o primeiro grande estudo relatando melhorias em pessoas com doença de Parkinson resultantes do tratamento com levodopa foi publicado em 1968. A levodopa provocou uma revolução na gestão da DP. No final da década de 1980, a estimulação cerebral profunda introduzida por Alim-Louis Benabid e colegas em Grenoble, França, surgiu como um possível tratamento e foi aprovada para uso clínico pela FDA em 1997.